# Ahmed Yahya
Ahmed Ould Yahya, né le 7 janvier 1976 à Nouadhibou, est un homme d'affaires, et dirigeant mauritanien de football.
Il est le président de la fédération mauritanien de football depuis 2011.

## Biographie
Ahmed Ould Yahya est un dirigeant sportif mauritanien de football né le 7 janvier 1976 à Nouadhibou. Ahmed YAHYA est le Président de la fédération de la Mauritanie de football depuis le 28 juillet 2011. Il est réélu successivement le 27 mai 2019 et le 7 avril 2023 pour un quatrième mandat de 4 ans.
Ahmed Yahya est le président fondateur du club mauritanien de football de FC Nouadhibou avec lequel il a dirigé de 1999 jusqu'en 2010.
Vice-président et membre du comité exécutif de la confédération africaine de football dépuis 2021, Ahmed Yahya est élu membre du conseil de la FIFA en mars 2025.